# Філіп Зінкернагель
Філіп Зінкернагель (дан. Philip Zinckernagel, нар. 16 грудня 1994, Копенгаген) — данський футболіст, нападник норвезького клубу «Буде-Глімт», у якому грає в оренді з бельгійського клубу «Брюгге». Чемпіон Норвегії. Чемпіон Бельгії.

## Клубна кар'єра
Філіп Зінкернагель народився 1994 року в Копенгагені. Займався в юнацьких командах футбольних клубів КБ та «Норшелланн». У 2012 році футболіст був переведений до першої команди клубу «Норшелланн», проте в основному складі команди так і не зіграв, і у 2013 році перейшов до клубу «ГБ Кеге», де став гравцем основного складу команди. У 2015—2016 роках Зінкернагель грав у складі команди «Гельсінгер», а у 2016—2018 роках у клубі «Сеннер'юск». У 2018 році футболіст перейшов до норвезького клубу «Буде-Глімт», у якому в сезоні 2020 року став чемпіоном Норвегії, та був одним із кращих бомбардирів клубу.
Успішна гра данського нападника за норвезький клуб привернула до нього увагу англійського клубу Чемпіоншипу «Вотфорд», і на початку 2021 року Зінкернагель перейшов до англійського клубу. Утім у складі «Вотфорда» данський футболіст не виявив таких бомбардирських здібностей, і за пів року його відправили в оренду до іншого клубу ліги «Ноттінгем Форест», де він зумів стати гравцем основного складу команди.
У середині 2022 року Зінкернагель перейшов до грецького клубу «Олімпіакос», утім за короткий час керівництво клубу віддало данського нападника в оренду до бельгійського клубу «Стандард» (Льєж), де він став одним із гравців основного складу та одним із головних бомбардирів клубу, відзначившись за сезон 9 забитими голами у 24 матчах чемпіонату.
У 2023 році Зінкернагель перейшов до іншого бельгійського клубу «Брюгге». У складі нової команди данський футболіст був також одним із гравців основи, та став у її складі чемпіоном Бельгії. У 2024 році керівництво «Брюгге» вирішило віддати нападника в оренду до його колишнього клубу «Буде-Глімт».

## Виступи за збірні
У 2011 році Філіп Зінкернагель дебютував у складі юнацької збірної Данії, у складі юнацьких збірних грав до 2013 року, загалом на юнацькому рівні взяв участь у 6 іграх.

## Титули і досягнення
- Чемпіон Норвегії (1):

«Буде-Глімт»: 2020
- Чемпіон Бельгії (1):

«Брюгге»: 2023–2024